# گلیدواتر (تگزاس)
گلیدواتر، تگزاس(به انگلیسی: Gladewater, Texas) شهری در ایالت تگزاس از ایالات جنوبی ایالات متحده آمریکا است. در سرشماری سال ۲۰۰۰، جمعیت این شهر ۶۲۷۵ نفر اعلام شد.